# Hans Schiltberger

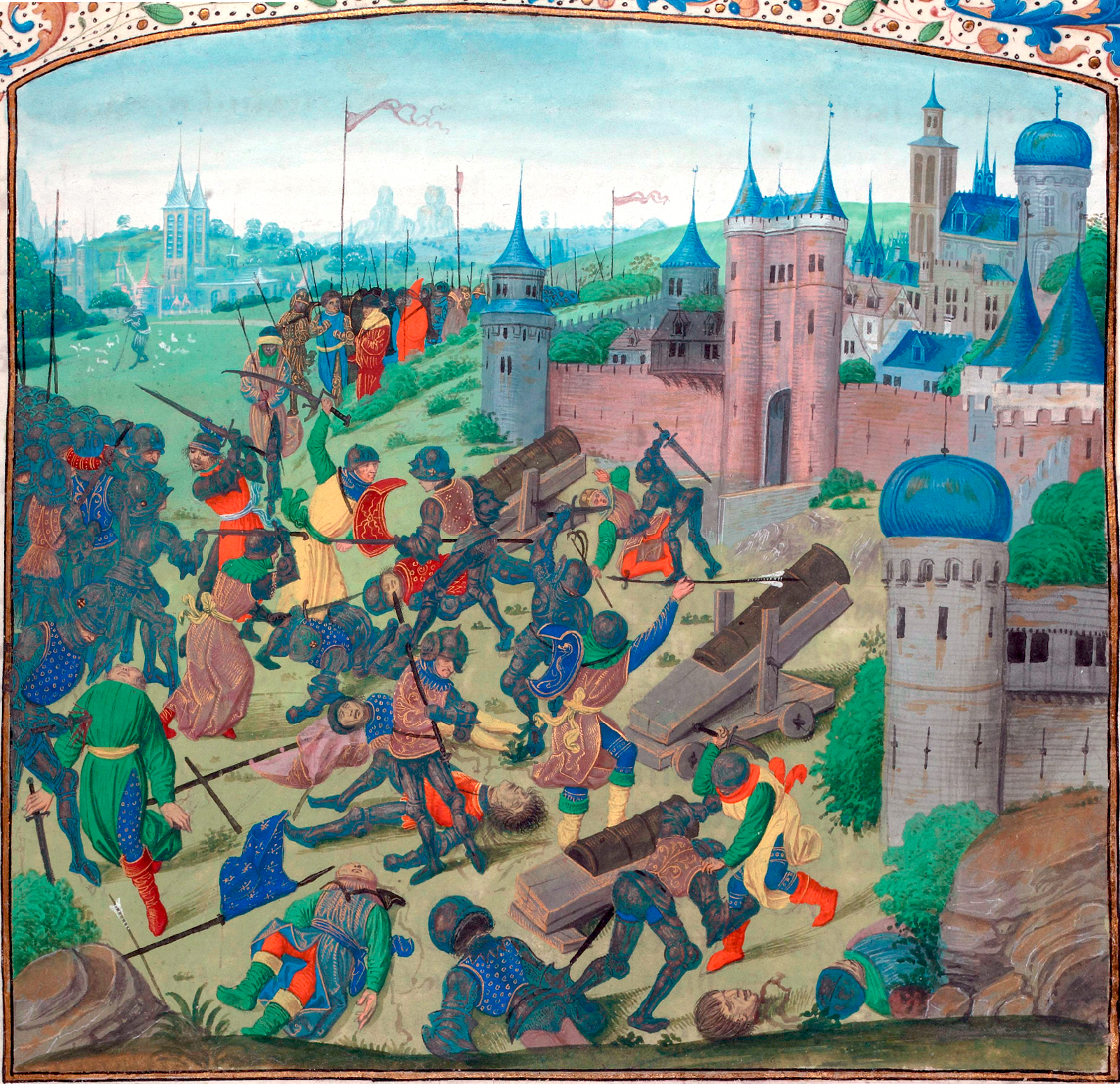
Slaget vid Nikopolis.

Hans Schiltberger (även Johann och Johannes), född 1380 i Freising (eller München) och död omkring 1440 (efter 1427), var en tysk världsfarare och skriftställare med rötterna i området kring Aichach. Han deltog i Slaget vid Nikopolis.
1396 deltog Schiltberger i ett slag mot den osmanska armén, Slaget vid Nikopolis, som räknas som det sista stora korståget, men blev tillfångatagen (i närheten av nuvarande Nikopol i Bulgarien). Han togs som slav och användes sedan som slavsoldat under flera olika slavägare i över tjugo år.
Hans resa genom Mellanöstern och fjärran östern varade i trettio år. Han såg Isfahan (i nuvarande Iran), Samarkand, Erivan (äldre namn på Jerevan), Astrachan, Uralbergen och Sibirien. Till sist lyckades han fly från fångenskapen tillsammans med fyra andra kristna fångar. 1427 kom han tillbaka till Bayern i Tyskland.
År 1474 blev han erkänd som den första tyska världsfararen.[källa behövs]